# Tatort: Blutdiamanten
Blutdiamanten ist ein Fernsehfilm aus der Krimireihe Tatort. Der vom WDR produzierte Beitrag wurde am 15. Januar 2006 im Ersten Programm der ARD ausgestrahlt. Es ist der 33. Fall des Ermittler-Teams Max Ballauf und Freddy Schenk und die 620. Tatortfolge.

## Handlung
Der Juwelier Karl de Mestre gibt einen feierlichen Empfang zu seinem Firmenjubiläum. Das Fest wird allerdings von Globalisierungsgegnern der Aktivistengruppe  „Underworld“ gestört, die de Mestre vorwerfen, mit sogenannten „Blutdiamanten“ zu handeln. Die Aktivisten hantieren nur mit Attrappen von Maschinengewehren, doch plötzlich fällt ein Schuss und einer der Aktivisten, André Hesse, bricht tot zusammen. Der Tote ist mit einem 9-mm-Projektil erschossen worden, das auch bei der Polizei verwendet wird. Die Aktivisten äußern beim Verhör, dass sie de Mestre verdächtigen, dass er einen seiner Sicherheitsleute auf Hesse hat schießen lassen. Ballauf und Schenk befragen die Kollegen, die vor Ort waren, und das Sicherheitspersonal von de Mestre, die jedoch gar keine Waffen tragen. De Mestre sagt aus, dass sein Buchhalter Mekele vor einer Woche in Südafrika ermordet wurde. Die Aktivisten werfen ihm allerdings vor, dass dieser Mord in seinem Interesse und möglicherweise auch in seinem Auftrag gewesen ist, denn Mekele wollte gegen seinen Chef aussagen, durch seine Ermordung kam es aber nicht mehr dazu. Daraufhin fordern die Beamten die entsprechenden Akten der Kollegen aus Südafrika an. 
Ballauf und Schenk suchen nochmals die Aktivisten auf. Heiner Matzek, deren Anführer, zeigt den beiden ein Video, das de Mestres Vertriebswege aus dem Kongo nach Südafrika zeigt. Allerdings kann damit kein definitiver Beweis gegen de Mestre dokumentiert werden. Auf dem Video entdecken sie den belgischen Söldner Siemers, der auch auf Überwachungsvideos aus de Mestres Galerie zu sehen war. Siemers war Informationen der Aktivisten zufolge von de Mestre gefeuert worden und hasst diesen. Daraufhin überprüfen die Kommissare Jan Siemers. Anhand der Akten von Interpol war Siemers bei der Armee und bei der Polizei in Belgien, nach seiner Entlassung dort wurde er Söldner und war im Diamantenhandel im südlichen Afrika tätig. Zudem wird in Südafrika auch wegen des Mordes an Mekele gegen Siemers ermittelt.
Ballauf und Schenk begeben sich in das Handelszentrum für Diamanten nach Antwerpen, um dort de Mestres und Siemers‘ Verbindungen zu ergründen. Dort ist ein Wagen, den Siemers gemietet hatte, am Vortag abgegeben worden. In Antwerpen treffen die beiden auf Julia Ruiter, sie war als „Touristin“ in de Mestres Galerie während des Überfalls, ist aber eine Kollegin von der Antwerpener Kriminalpolizei. Sie gibt an, gegen Siemers ermittelt zu haben, von oberer Stelle angehalten worden zu sein, ihre Recherchen einzustellen, und jetzt auf eigene Faust weiter zu ermitteln.
Siemers kontaktiert den Aktivisten Heiner Matzek und kündigt an, gegen de Mestre aussagen zu wollen. Daraufhin trifft sich Matzek mit Siemers in Antwerpen, er übergibt ihm Geld für Beweismittel. Siemers wirft ihm vor, mit der Aktion in Afrika de Mestre erst aufgescheucht zu haben. Der würde jeden aus dem Weg räumen, der dabei war. Siemers spricht anschließend vor laufender Kamera von seiner Arbeit für de Mestre und dessen Verbindungen zum internationalen Waffenhandel. Siemers hatte versucht, de Mestre zu erpressen, daher hatten sich die beiden überworfen.
Ballauf und Schenk finden über die Mietwagenfirma heraus, dass Siemers in das Hafengebiet gefahren sein muss; nach kurzer Suche finden sie dessen Versteck in einem Fabrikgebäude. Siemers hat das Interview mit Matzek beendet und will sich gerade ins Ausland absetzen, als er von einem Killer getötet wird. Ballauf und Schenk beobachten den Mord und werden selbst vom Killer gejagt. Da sie sich inoffiziell in Antwerpen aufhalten, haben sie ihre Dienstwaffen nicht dabei. Der Killer versucht, Schenk zu töten, doch Ballauf kann ihn überwältigen. Als die belgische Kollegin Ruiter dazukommt, kann der Mann festgenommen werden. In Siemers‘ Wohnwagen findet Ballauf eine 9-mm-Waffe. Die Überprüfung ergibt, dass mit dieser André Hesse ermordet wurde, jedoch nicht Mekele in Südafrika. 
Zurück in Köln durchsucht die Polizei die Privat- und Geschäftsräume von de Mestre, Schenk ist sich sicher, dass er die Morde an seinen beiden ehemaligen Mitarbeitern und an André Hesse in Auftrag gegeben hat. Ballauf hingegen zweifelt an de Mestres Schuld und glaubt, dass Schenk sich in etwas verrennt. Ballauf sucht Hesses Freundin auf, die bei „Underworld“ ausgestiegen ist. Sie sagt aus, dass es Matzek nicht um Menschen gehe, sondern nur darum, in der Sache zu gewinnen, alles andere sei ihm egal. Matzeks Freundin Celine entdeckt ein Video von einem geplanten Interview mit Mekele. Hier soll dieser aussagen, wofür er von Matzek schon Geld bekommen hatte, doch er weigert sich. Celine sieht, wie Matzek Mekele vor laufender Kamera erschießt. Als ihr Freund plötzlich dazu kommt, sagt er nur, dass Mekele korrupt und skrupellos gewesen sei und es nicht besser verdient hätte. Hesse hatte über den Mord an Mekele aussagen wollen, deshalb hätte er auch ihn erschossen.
Ballauf findet unterdessen heraus, dass die Waffe, mit der Hesse erschossen wurde, von diesem selbst zehn Jahre zuvor bei der Bundeswehr gestohlen wurde. Hesse wurde also mit seiner eigenen Waffe erschossen. Nur Matzek kann diese Waffe Siemers beim Besuch in Antwerpen untergeschoben haben. Umgehend begeben sich Ballauf und Schenk zu Matzek, der sich widerstandslos festnehmen lässt.
Mit Hilfe der Antwerpener Polizei lässt sich eine Verbindung zwischen de Mestre wichtigstem Geschäftspartner und Siemers nachweisen, sodass sich am Ende de Mestre für den Mord an Siemers zu verantworten hat.

## Hintergrund
Der Film wurde vom 5. April 2005 bis 4. Mai 2005 in Köln und Antwerpen gedreht.

## Rezeption

### Kritiken
Feridun Zaimoglu von Die Zeit urteilt positiv über den Tatort und schreibt:

„Die Kölner Kommissare fassen den Mörder, natürlich. Ihnen entwischt kein Meuchler – es wäre falsch, ihre Erfolgsquote als Konstante im Skript anzusehen. Sie sind ein großartiges Gespann, sie spielen so gut, dass wir bei jeder Folge versucht sind, nach Köln umzuziehen.“

Bei Tittelbach.tv ist zu lesen:

„'Blutdiamanten' war 2006 ein Rückfall in jene Jahre, als man beim WDR-‚Tatort‘ in Köln die Welt verbessern wollte. Die Autoren Sönke Lars Neuwöhner & Sven Poser sind nicht die ersten, die die illegalen Geschäfte mit den illegalen ‚Steinen‘ als filmisches Sujet entdeckt haben. Bei Regisseur Martin Eigler ist das Buch in den besten Händen. Ohne Leerlauf!“

### Einschaltquoten
Die Erstausstrahlung von Blutdiamanten am 15. Januar 2006 wurde in Deutschland von 8,34 Millionen Zuschauern gesehen und erreichte einen Marktanteil von 21,6 % für Das Erste.

### Trivia
In dieser Episode fährt Freddy Schenk einen Mercedes-Benz SLC (C107).